# کاخ‌دار
کاخ‌دار یا حاجب (همچنین: پرده‌دار) افسری مسئول مدیریت یک خانهٔ تشریفاتی، کاخ، دفتر یا محل میزبانی است. در بسیاری از کشورها پست تشریفاتی است که در ارتباط با خانواده حاکم/رئیس/امیر است.

## در ایران
در ایران پیش از اسلام، منصب حاجب (پرده‌دار) وجود داشت و پادشاهان در دربار خود افرادی را به عنوان محافظ و نگهبان به کار می‌گرفتند. وظیفه اصلی حاجب جلوگیری از ورود افراد بدون اجازه به حضور شاه بود. در دربار ساسانی، این مقام با عنوان «خرم‌باش» شناخته می‌شد. پس از ظهور اسلام و آشنایی مسلمانان با آداب و رسوم دربار ایرانی، نقش حاجب به دربار خلفای اسلامی نیز راه یافت، به طوری که حتی خلفای راشدین نیز حاجبانی در خدمت خود داشتند. البته پیش از اسلام، در عربستان، مفهوم حجابت به معنای محافظت از کعبه کاملاً شناخته شده بود.
با گذشت زمان و گسترش وظایف حاجبان، تعداد آنها در دربار و درگاه پادشاه افزایش یافت. این امر باعث شد که شغل حاجبی به انواع مختلفی تقسیم شود و اصطلاحاتی جدید از ترکیب واژه حاجب ایجاد گردد که وظایف هر یک را مشخص می‌کرد. از جمله این اصطلاحات می‌توان به «حاجب بزرگ» اشاره کرد که با عناوینی مانند «بارسالار»، «سالار بار»، «زعیم الحجاب» و «حاجب حاجبان» نیز شناخته می‌شد. حاجب بزرگ از جمله امرای بلندپایه دربار به‌شمار می‌رفت و گاهی از نظر مقام و شکوه، هم‌پایه وزیر بود. در غیاب پادشاه یا وزیر، او مسئولیت نظارت بر امور دربار و اجرای کارها را بر عهده داشت و تمامی حاجبان تحت فرمان او عمل می‌کردند. در مقابل این منصب، شغلی به نام «خلیفت حاجب بزرگ» وجود داشت که در غیاب حاجب بزرگ، وظایف او را انجام می‌داد. همچنین، هر حاجب می‌توانست برای خود یک خلیفه (جانشین) داشته باشد.
با شکل‌گیری سلسله‌های حکومتی پس از اسلام در ایران، نقش حاجبان در اداره امور دربار پررنگ‌تر شد و به تدریج صاحب قدرت و نفوذ قابل توجهی گردیدند. در دوره سامانیان، ریاست دربار بر عهده فردی به نام «حاجب سالار» یا «حاجب بزرگ» بود که مسئولیت نظارت بر کلیه امور داخلی را بر عهده داشت. صاحب منصب حاجبی در این دوره تنها به پرده‌داری و محافظت از امیر محدود نبود، بلکه در رأس یک مجموعه سازمان‌یافته از مأموران قرار داشت که زیر نظر حاجب بزرگ یا «حاجب الحجاب» وظیفه اجرای فرمان‌های خاص امیر را بر عهده داشتند. این سازمان دارای ساختاری کاملاً نظامی بود و از غلامان ترک تشکیل می‌شد که برای ارتقاء به مقامات بالاتر، می‌بایست دوره‌های مشخصی را طی می‌کردند.
پس از سامانیان، غزنویان بر اهمیت این منصب افزودند. حاجبان در این دوره از امیران بزرگ و بسیار تأثیرگذار در اداره کشور محسوب می‌شدند و حتی در تصمیم‌گیری‌های سلطان نیز نفوذ داشتند. در دوره سلجوقی نیز، پس از وزیر، حاجب کبیر یا همان حاجب بزرگ، قدرتمندترین فرد کشور به‌شمار می‌رفت و مقام او پس از وزیر، از تمامی امیران دیگر درگاه بالاتر بود.
رنگ لباس حاجبی سیاه بوده است.